# Polyalthia montis-silam
Polyalthia montis-silam är en kirimojaväxtart som beskrevs av David Mark Johnson. Polyalthia montis-silam ingår i släktet Polyalthia och familjen kirimojaväxter. Inga underarter finns listade i Catalogue of Life.